# Силарк (пролив)
Пролив Силарк (англ. Sealark Channel) разделяет мыс Тайву на северо-востоке острова Гуадалканал и Флоридские острова в архипелаге Соломоновых островов. Пространство между указанными объектами в нескольких местах продольно пересечено рифами, которые формируют собой границы сразу трёх мелких проливов: Нггела, Силарк и Ленго. Пролив Силарк находится посредине. Эти проливы соединяют между собой более крупные проливы Индиспенсейбл и Айрон-Боттом-Саунд, до Второй мировой войны также называвшийся Силарк.

Расположение пролива Силарк